# Ceratocorema postcristatum
Ceratocorema postcristatum is een vlinder uit de familie wespvlinders (Sesiidae), onderfamilie Tinthiinae.
Ceratocorema postcristatum is voor het eerst wetenschappelijk beschreven door Hampson in 1893. De soort komt voor in het Oriëntaals gebied.